# 孙坊镇
孙坊镇，是中华人民共和国江西省抚州市崇仁县下辖的一个乡镇级行政单位。

## 行政区划
孙坊镇下辖以下地区：
孙坊街社区、下港村、庙上村、南门村、邓家村、徐埠村、邹家村、月塘村、罗家村、清水村、尺江村、安仁村、李公权村、开发村和林业局左港垦殖场生活区。